# Боливийский суэльдо
Суэльдо, боливийский соль (исп. sueldo, sol) — денежная единица Боливии с 1826 по 1863 год. Введено вместо ранее обращавшегося испанского колониального реала, которому было равно. Выпускалось только в виде монет с 1827 года, с различными изображениями, часто — с бюстом Симона Боливара, президента Боливии (август—декабрь 1825). В качестве счётной единицы употреблялось также песо, равное 8 суэльдо, но денежные знаки с номиналом в песо не выпускались. С 1831 года чеканились золотые монеты в скудо (скудо = 16 суэльдо).
Боливия после обретения независимости несколько десятилетий подряд испытывала хронический дефицит бюджета. Имелся также значительный внешний долг перед Перу. Отрицательный платёжный баланс приводил к вывозу монеты за границу, что вскоре вызвало нехватку наличных денег, парализовавшую торговлю и повлекшую падение цен и появление денежных суррогатов. 10 октября 1829 года президент Санта-Крус издал декрет о «слабом песо» (исп. peso feble), в соответствии с которым монеты для внутреннего обращения следовало чеканить с пониженной пробой. Монеты со старой, высокой пробой (сильный песо, исп. peso fuerte) должны были приниматься по всей стране наравне с новыми, по номиналу, но высокопробные монеты чеканились только для внешней торговли. Разница в стоимости позволяла покрывать дефицит бюджета. В 1830-е годы монеты со сниженной пробой составляли около 19 % денежной массы, но в 1840-х годах они стали преобладать в денежном обращении.
В граничащих с Боливией районах — южном Перу и северной Аргентине низкопробные боливийские монеты принимались, как и в Боливии, наравне с высокопробными. Новые монеты помогли оживить рынок и сократить внешнеторговый дефицит. Однако по мере увеличения доли новых монет в обращении с 1840 года начала падать их цена. Первоначально цены в новых монетах были выше на 8—10 %, постепенно разница в ценах достигла 35,4 %, что соответствовало содержанию серебра в монетах.
Тяжёлый финансовый кризис 1859 года вынудил провести новую реформу. В 1863 году принят закон о введении новой единицы — серебряного боливиано, равного 100 сентесимо. Выпуск монет в боливиано был начат в 1864 году.